# 航星航空
航星万自立股份有限公司（印尼语：PT Aviastar Mandiri）运营时使用航星航空（Aviastar）名称，又有星翼航空等译法，是印度尼西亚的一家国内客运航空公司，总部位于雅加达特区东雅加达行政市。

## 历史
航星航空成立于2000年6月12日，由Sugeng Triyono上尉和他的4名同事建立，最初经营直升机包机和租赁服务。2003年，航星航空开始用两架DHC-6双水獭飞机经营固定翼飞机服务，并逐步放弃直升机经营。
现在航星航空经营包机和定期航班，拥有4架DHC-6-300、3架BAe 146-200，曾计划在2013年末前订购3架BAe 146-300。
航星航空的主要运营基地位于雅加达苏加诺-哈达国际机场，另外在帕朗卡拉亚吉利里乌机场、巴厘巴板苏丹阿吉·穆罕默德·苏莱曼国际机场、望加锡苏丹哈桑丁国际机场、巴布亚省纳比雷机场和巴厘岛伍拉·赖国际机场拥有运营基地。

## 航点
航星航空在印尼国内经营有36条商业和先遣政府随员专机航线，以下为部分航点：
- 三马林达三马林达国际机场
- 默拉克梅拉朗机场
- 麻拉邦鄂麻拉邦鄂机场
- 吉打邦拉哈迪·奥斯曼机场
- 萨拉亚尔岛哈吉·阿罗帕拉机场
- 比马苏丹穆罕默德·萨拉胡丁机场
- 马卡勒庞蒂库机场
- 麻拉特韦贝林因机场
- 中加里曼丹省通邦桑巴机场

## 机队
截止2017年8月，航星航空拥有以下机队：

## 事故和事件
- 2009年4月9日，一架BAe 146-300（PK-BRD）在第二次降落巴布亚省瓦梅纳机场失败后于瓦梅纳附近撞山[4]。
- 2015年10月2日，印尼航星航空7503号班机，一架载有10人的双水獭飞机自马桑巴起飞后失联，机上载有7名乘客和3名机组成员，航班目的地望加锡[5]。10月7日失联小客机在恩雷康县的山区被找到，10人全数罹难[6][7]。

## 资料来源
1. ↑  . AirlineUpdate.com. （原始内容存档于2013-01-28）.
2. ↑  . Aviastar.   [2012-05-10]. （原始内容存档于2012-05-10）. Puri Sentra Niaga Blok B No. 29 Jalan Raya Kalimalang Jakarta Timur 13620 Indonesia
3. ↑  . Airliner World: 16.
4. ↑  Hradecky, Simon. . The Aviation Herald. 2009-04-23  [2016-09-19]. （原始内容存档于2021-07-09）.
5. ↑  . 2016-05-19  [2017-11-05]. （原始内容存档于2017-08-17）.
6. ↑  中国新闻网. . 2015-10-07  [2017-07-10]. （原始内容存档于2017-08-08）.
7. ↑  Kurniawan, Tri Yari. . Tempo.co. 2015-10-02  [2016-09-19]. （原始内容存档于2016-08-06）.